# Kennewick
Kennewick es una ciudad ubicada en el condado de Benton en el estado estadounidense de Washington. En el año 2000 tenía una población de 153.851 habitantes y una densidad poblacional de 1045,4 personas por km². Se encuentra en la zona de confluencia de los ríos Columbia y Snake.

## Geografía
Kennewick se encuentra ubicada en las coordenadas 46°12′13″N 119°9′33″O / 46.20361, -119.15917.
El hecho de la situación provoca una aglomeración urbana  formada por las ciudades de Kennewick, Richland y Pasco, ubicadas en la confluencia de los ríos Yakima, Snake, y Columbia.
Pasco está situada al norte del Columbia, en el Condado de Franklin, mientras que Kennewick y Richland lo están al sur, en el condado Benton. La población combinada asciende a más de unas 200.000 personas.

## Demografía
Según la Oficina del Censo en 2000 los ingresos medios por hogar en la localidad eran de $41.213, y los ingresos medios por familia eran $50.011. Los hombres tenían unos ingresos medios de $41.589 frente a los $26.022 para las mujeres. La renta per cápita para la localidad era de $20.152. Alrededor del 12,9% de la población estaban por debajo del umbral de pobreza.